# La Vitícola
La Vitícola es un paraje rural del Partido de Bahía Blanca, Provincia de Buenos Aires, Argentina.

## Ubicación
Se encuentra a 25 km al norte del centro de la ciudad de Bahía Blanca sobre la Ruta Nacional 33.

## Población
Durante los censos nacionales del INDEC de 2001 y 2010 fue considerada como población rural dispersa.

## Ferrocarril
- Estación La Vitícola